# Markus Feldmann
Markus Feldmann (Thun, 21 maggio 1897 – Berna, 3 novembre 1958) è stato un politico svizzero.
Nel dicembre 1951 è stato eletto nel Consiglio federale svizzero, rimanendovi fino al novembre 1958.
Ha guidato il Dipartimento federale di giustizia e polizia dal 1952 al 1958.
Ha ricoperto la carica di Presidente della Confederazione svizzera nel 1956.